# Orchaise
Orchaise là một xã cũ thuộc tỉnh Loir-et-Cher trong vùng Centre-Val de Loire miền trung nước Pháp. Ngày 1 tháng 1 năm 2016, Orchaise sáp nhập vào xã mới  Valencisse.